# Cliotrypa serratula
Cliotrypa serratula är en mossdjursart som beskrevs av Ernst 2008. Cliotrypa serratula ingår i släktet Cliotrypa och familjen Fistuliporidae. Inga underarter finns listade i Catalogue of Life.